# Aldania raddei
Aldania raddei är en fjärilsart som beskrevs av Bremer 1861. Aldania raddei ingår i släktet Aldania och familjen praktfjärilar. Inga underarter finns listade i Catalogue of Life.